# Кнелі

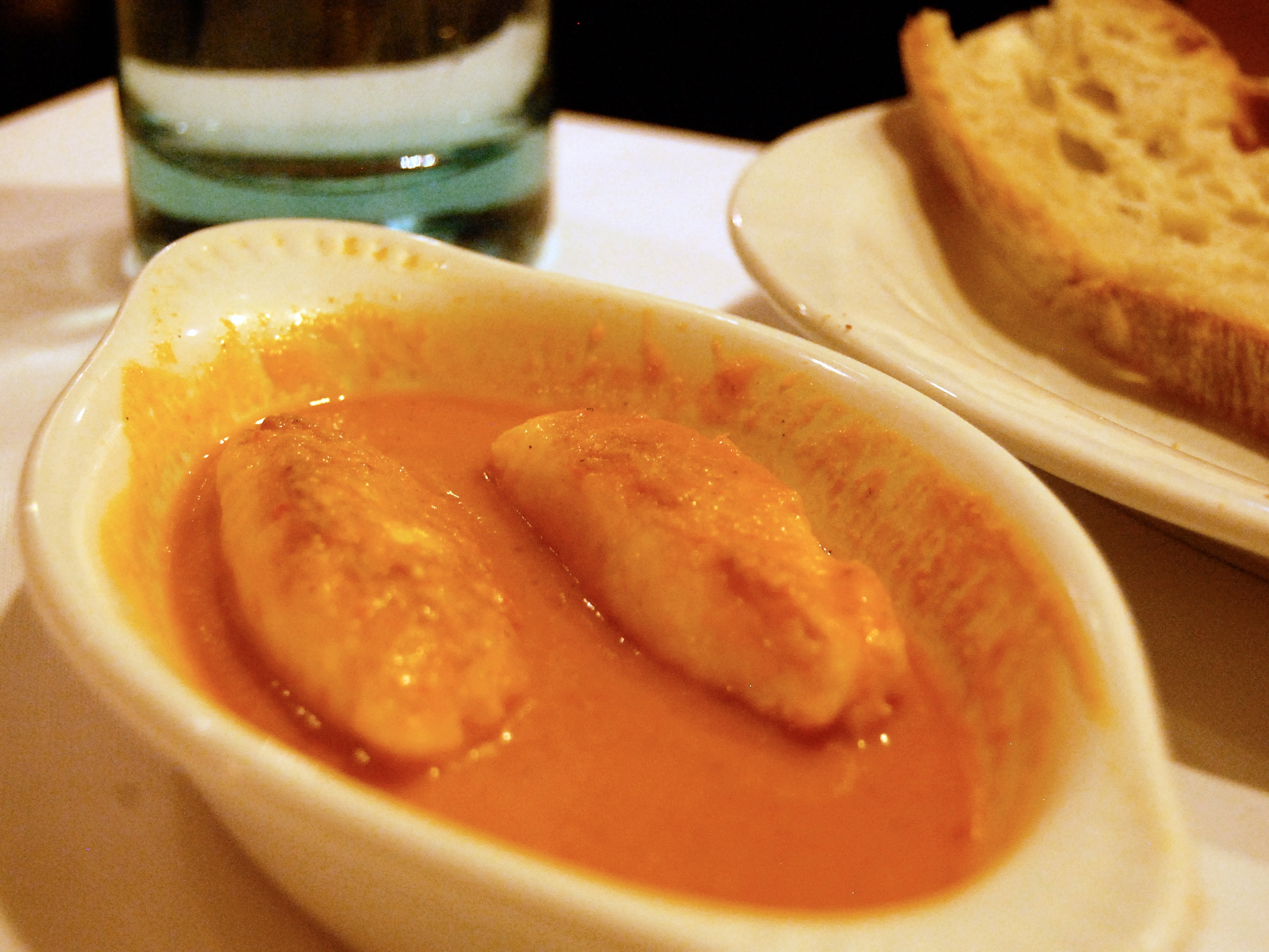
Кнелі з щуки

Кнелі (від фр. quenelle) — страва у вигляді кульок (також яйцеподібної, або, у французькій традиції, довгастої форми) з меленої риби, збитої з вершками і яйцем. Кнелі також готують з меленого м'яса, подібно до фрикадельок.

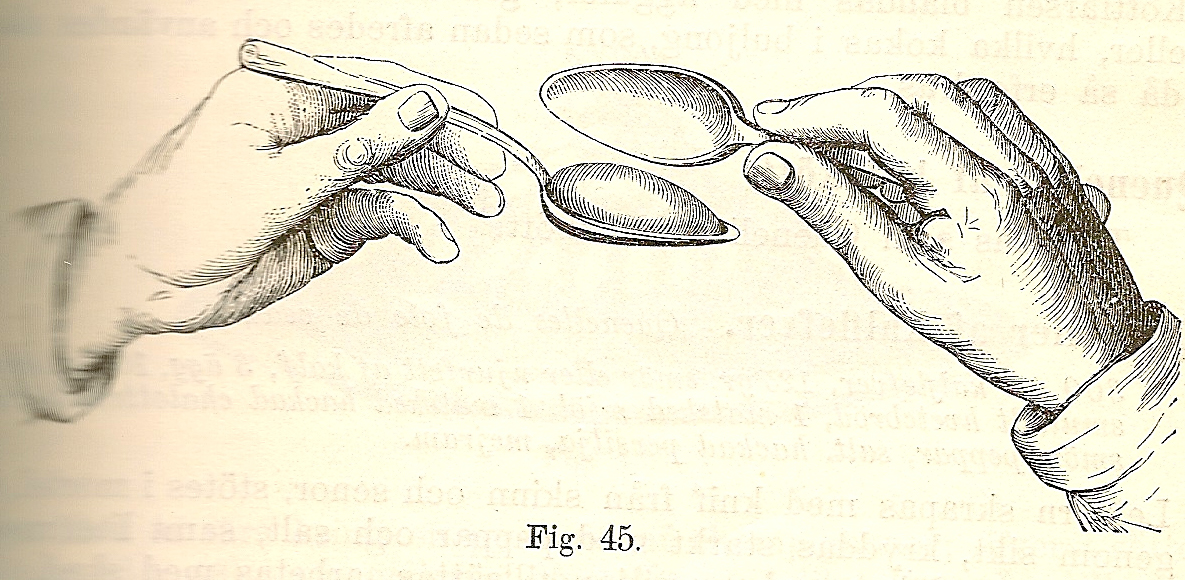
Формування кнелей

На відміну від інших виробів з рубаного м'яса, кнелі виготовляються з напіврідкого фаршу, набираються ложкою. Використання ложки і визначає традиційну форму.
Кнелі характеризуються використанням дрібно меленого   м'яса або риби (клейкою і нежирною, на кшталт щуки або судака), для чого після первинного подрібнення м'ясо або риба протирають крізь сито. Як і більшість страв з дрібно меленого  м'яса, кнелі не смажать, а варять в окропі.